# Lilium puerense
Lilium puerense là một loài thực vật có hoa trong họ Liliaceae. Loài này được Y.Y.Qian miêu tả khoa học đầu tiên năm 1991.